# Клейтон (Іллінойс)
Клейтон (англ. Clayton) — селище (англ. village) в США, в окрузі Адамс штату Іллінойс. Населення — 639 осіб (2020).

## Географія
Клейтон розташований за координатами 40°1′50″ пн. ш. 90°57′29″ зх. д. / 40.03056° пн. ш. 90.95806° зх. д. (40.030564, -90.957999).  За даними Бюро перепису населення США в 2010 році селище мало площу 2,26 км², з яких 2,25 км² — суходіл та 0,00 км² — водойми.

## Демографія
Згідно з переписом 2010 року, у селищі мешкало 709 осіб у 290 домогосподарствах у складі 191 родини. Густота населення становила 314 особи/км².  Було 332 помешкання (147/км²).
Расовий склад населення:
| - 98,3 % — білих - 0,6 % — чорних або афроамериканців - 0,1 % — корінних американців - 0,1 % — азіатів |

До двох чи більше рас належало 0,8 %. Частка іспаномовних становила 0,3 % від усіх жителів.
За віковим діапазоном населення розподілялося таким чином: 26,1 % — особи молодші 18 років, 59,2 % — особи у віці 18—64 років, 14,7 % — особи у віці 65 років та старші. Медіана віку мешканця становила 37,5 року. На 100 осіб жіночої статі у селищі припадало 97,5 чоловіків;  на 100 жінок у віці від 18 років та старших — 97,0 чоловіків також старших 18 років.
Середній дохід на одне домашнє господарство  становив 39 143 долари США (медіана — 25 750), а середній дохід на одну сім'ю — 49 768 доларів (медіана — 38 125). Медіана доходів становила 41 923 долари для чоловіків та 31 563 долари для жінок. За межею бідності перебувало 19,1 % осіб, у тому числі 14,3 % дітей у віці до 18 років та 19,8 % осіб у віці 65 років та старших.
Цивільне працевлаштоване населення становило 277 осіб. Основні галузі зайнятості: освіта, охорона здоров'я та соціальна допомога — 19,1 %, оптова торгівля — 15,5 %, будівництво — 11,6 %, роздрібна торгівля — 10,8 %.